# Todos caerán

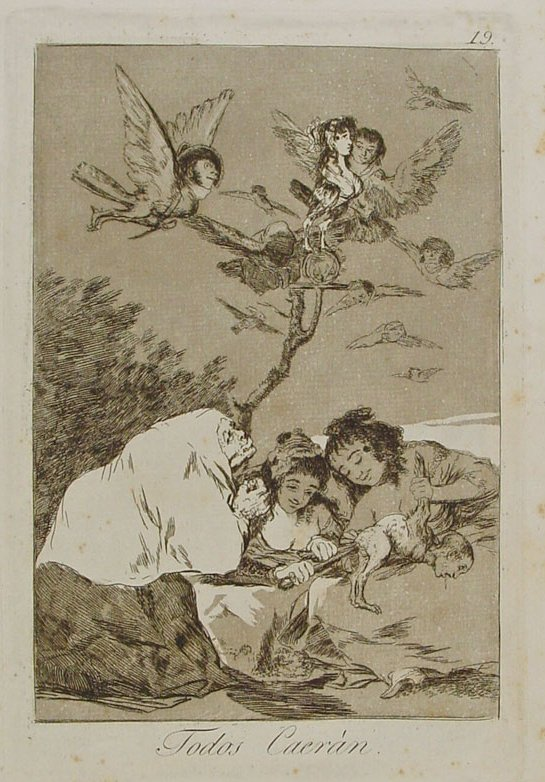
El grabado Todos caerán.

El aguafuerte Todos caerán es un grabado de la serie Los Caprichos del pintor español Francisco de Goya. Está numerado con el número 19 en la serie de 80 estampas. Se publicó en 1799.

## Interpretaciones de la estampa
Existen varios manuscritos contemporáneos que explican las láminas de los Caprichos. El que se encuentra en el Museo del Prado se tiene como autógrafo de Goya, pero parece más bien despistar y buscar un significado moralizante que encubra significados más arriesgados para el autor. Otros dos, el que perteneció a Ayala y el que se encuentra en la Biblioteca Nacional, realzan la parte más escabrosa de las láminas.
- Explicación de esta estampa del manuscrito del Museo del Prado: Y que no escarmienten los que van a caer con el ejemplo de los que han caído! pero no hay más remedio todos caerán.[2]

- Manuscrito de Ayala: Toda especie de avechuchos, militares, paisanos y frailes, revolotean alrededor de una dama medio gallina: caen, las mozas los sujetan por los alones, los hacen vomitar y los sacan las tripas.[2]

- Manuscrito de la Biblioteca Nacional: Una puta se pone de señuelo en la ventana, y acuden militares, paisanos y hasta frailes y toda especie de avechuchos revolotean alrededor: la alcahueta pide a dios que caigan, y las otras putas los despluman, y hacen vomitar, y les arrancan hasta las tripas como los cazadores a las perdices.[2]

Las explicaciones de los manuscritos aclaran la intención de esta escena y muestran como la prostitución explota la lascivia masculina. El señuelo es un busto femenino con el lunar de moda a finales del siglo XVII. Además de un militar y de un monje, entre los avechuchos parece retratatado el propio Goya, justo detrás del señuelo, con lo que parece decirnos que él se ha encontrado en estas circunstancias.